# 南門教会 (台南市)

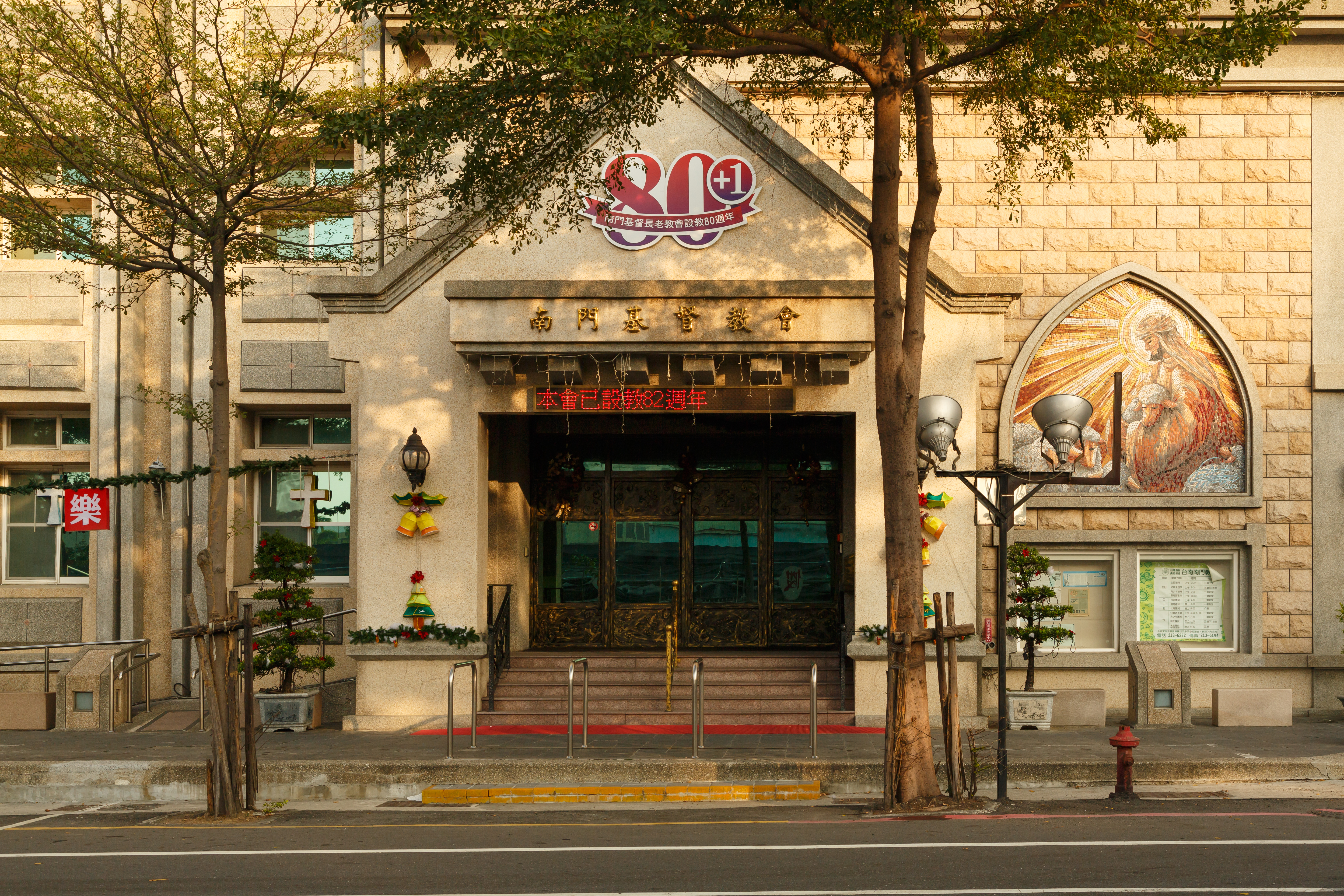
南門教会（台湾・台南市）

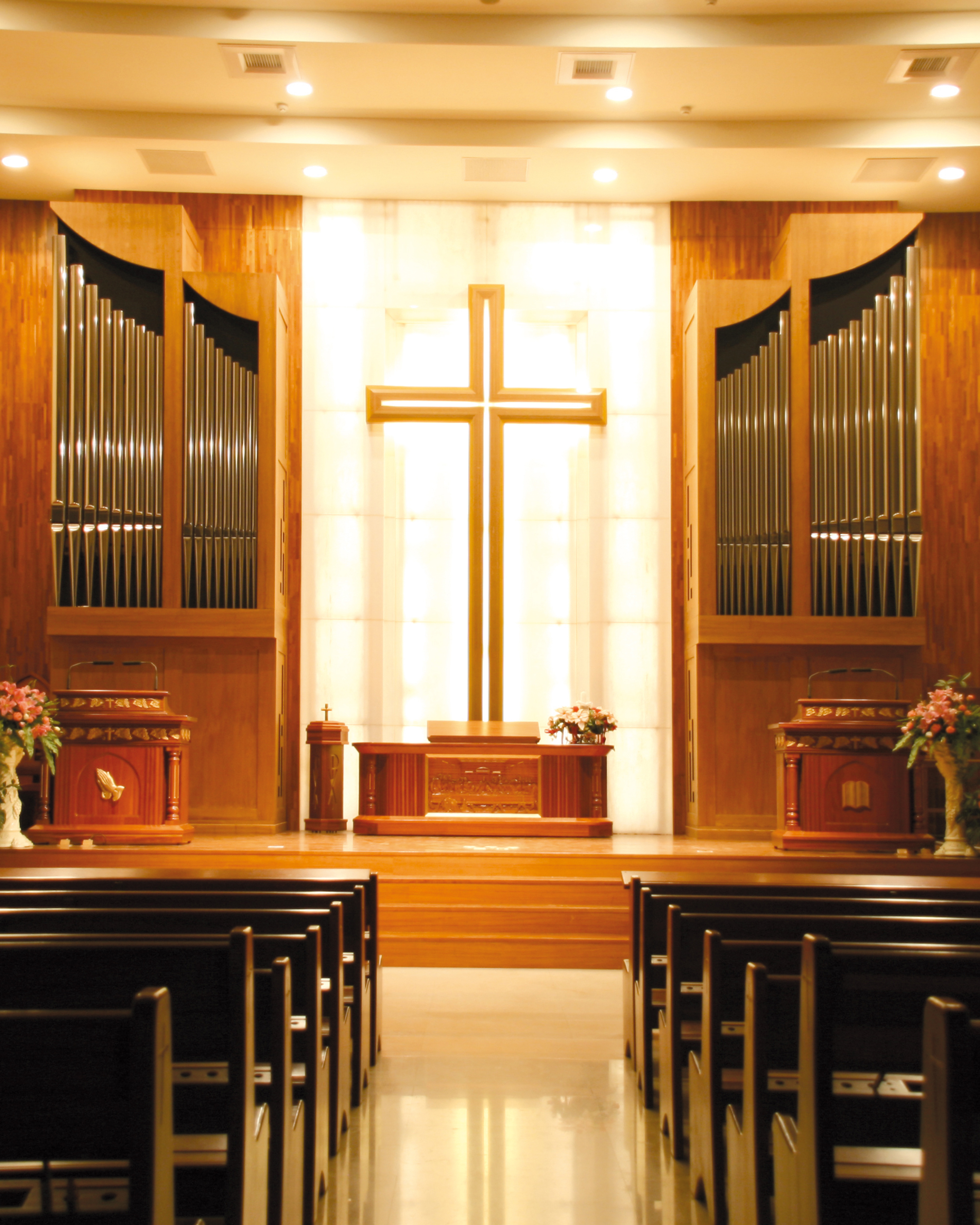
南門教会礼拝堂

南門教会（なんもんきょうかい、中国語: 台南南門教會、英語: Tainan South Gate Presbyterian Church）は、台湾・台南市中西区南門路117号にあるプロテスタント教会で、台湾基督長老教会に所属する。

## 歴史
1930年に親教会の東門バークレイ記念教会（東門巴克禮紀念教會）が開山町（開山路）に伝道所を開設し、1933年1月の第1日曜日に朝の礼拝を開始し、当教会の起源としている。
1946年に、長栄中学校の校長で、中央政府の受け入れ委員会のメンバーの1人であった趙天慈が、終戦により帰国した日本人の日本聖公会台南教会を授与された。第二次国共内戦の末期、「国府遷台」で他省から多くのクリスチャンが次々と台湾に来て、さまざまな教会の礼拝に出席した。 長老教会の宣教部門は劉金琦を教会の専任牧師に任命し、台湾語で説教し、北京語に翻訳し始めた。
1948年に「南門教会」と改名され、1949年、市内のさまざまな教会会議は、他県の兄弟たちは南門教会も北京語（國語）に切り替えるよう求めることを決定した。（注：『太平境マクスウェル記念教会90年史』の513ページ）1950年には教会に格上げされ、5月から北京語による礼拝が行われるようになった。また、1950年代には、大同教会（1957 年）、臨南教会（1963 年）、大光教会（1964年）の当教会が母体となって設立された。
1983年に海淀教会が設立され、1984年に180坪の土地の寄贈を受け（建平十四街）ここは後に十二石教会となり、分離した。
2003年、現在の南門教会の建設が始まり、2005年に完成して使用された。2018年、南門教会は教会創立85周年を祝った。

## 礼拝スケジュール
主日には、9:30から成人礼拝（3F主堂）、青年礼拝（8F主堂）、日曜学校（2F211室）。

## 旧台南聖公会

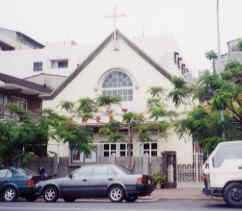
台南聖公会（1926年建立、1999年撮影）

日清戦争後に台湾を領有した日本では台湾へのキリスト教宣教も盛んに行われて、日本聖公会は現在台南南門教会がある土地に台南聖公会（台湾教区）を設立した。教会堂は1926年に完成し、第二次世界大戦後は南門教会として使われた。

## 参照項目
- 台湾のキリスト教
- 台湾基督長老教会 - 台湾で一番多いプロテスタントの教会
- 天恩堂 (台南市) - 台湾聖公会の台南市にある教会[5]
- カトリック台南教区